# Petalium whitei
Petalium whitei là một loài bọ cánh cứng thuộc họ Ptinidae.